# Natural Avenue
Natural Avenue è un disco di John Lodge, bassista e voce del gruppo rock inglese dei Moody Blues, pubblicato nel 1977.

## Tracce
1. Intro to Children of Rock & Roll
2. Natural Avenue
3. Summer Breeze
4. Carry Me
5. Who Could Change
6. Broken Dreams, Hard Road
7. Piece of My Heart
8. Rainbow
9. Say You Love Me
10. Children of Rock & Roll
11. Street Cafe

## Formazione
- John Lodge - chitarra acustica, basso, armonica, voce
- Steve Simpson - chitarra, chitarra acustica, voce
- Kenney Jones - batteria
- Mick Weaver - pianoforte, organo, celesta
- Mel Collins - sassofono
- Martin Dobson - sassofono
- Jimmy Jewel - sassofono
- Brian Rogers Orchestra
- Chris Spedding - chitarra
- Denniss López - percussioni
- Gary Osborne - voce
- John Richardson - voce
- Allan Williams - voce
- Billy Lowrie - voce